# Devade dubia
Devade dubia là một loài nhện trong họ Dictynidae.
Loài này thuộc chi Devade. Devade dubia được Lodovico di Caporiacco miêu tả năm 1934.